# Маклейн, Денни
Деннис Дейл Маклейн (англ. Dennis Dale McLain, или Денни Маклейн англ. Denny McLain, 29 марта 1944, Маркем, Иллинойс) — американский бейсболист, питчер. Выступал в Главной лиге бейсбола с 1963 по 1972 год. Большую часть карьеры провёл в составе «Детройт Тайгерс». Дважды признавался лучшим питчером Американской лиги. Победитель Мировой серии 1968 года. Три раза входил в число участников Матча всех звёзд лиги.

## Биография

### Ранние годы
Деннис родился 29 марта 1944 года в семье выходцев из Ирландии Тома и Бетти Маклейн. Его отец в школьные годы хорошо играл в бейсбол, но после свадьбы, в 1941 году, по настоянию супруги отказался от спортивной карьеры. Во время рождения сына Том был в армии в Европе. После возвращения он работал водителем грузовика, страховым консультантом, а также давал уроки игры на электрооргане. Когда Деннису было семь лет, Том организовал в Маркеме детскую бейсбольную лигу, в которой тот начал играть питчером. Позднее он вспоминал отца как человека, который был подвержен вспышкам гнева. Том пил много пива, часто дрался и бил своих детей. Денни и его брат Том-младший боялись его. В то же время сам Денни тоже рос трудным подростком. Когда ему было пятнадцать, отец умер от сердечного приступа. Мать быстро вышла замуж второй раз, а дети оказались предоставленными сами себе.
Денни окончил католическую начальную школу Вознесения, затем учился в старшей школе Маунт Кармел в Чикаго. К учёбе он относился безразлично, но отлично играл в бейсбольной команде, став вместе с ней трёхкратным чемпионом города. В школе он также играл в футбольной команде, где тренер Том Кэри называл Денни новым Полом Хорнунгом.  В июне 1962 года Маклейн окончил школу и подписал контракт с клубом «Чикаго Уайт Сокс». Он получил 10 тысяч долларов подъёмных и ещё 7 тысяч мог заработать если бы пробился в основной состав команды. Контракт ему также предлагали «Филадельфия Филлис» и «Нью-Йорк Янкис». Одним из кумиров Денни был игравший за ньюйоркцев Микки Мэнтл, но скаут клуба приехал на встречу в дырявом ботинке и мать Денни, не терпевшая неопрятности, выгнала его. Спустя несколько дней Денни уехал в Харлан в Кентукки, где начал играть в Аппалачской лиге.

### Профессиональная карьера
Дебютную игру в профессиональном бейсболе Маклейн провёл 28 июня 1962 года, сыграв ноу-хиттер и сделав шестнадцать страйкаутов против «Сейлем Ребелс». Во второй игре его команда проиграла, но Денни не пропустил ни одного очка. Тогда же он продемонстрировал тренерам сложность своего характера, без разрешения совершив тридцатичасовую поездку в Чикаго, чтобы увидеться со своей девушкой. После двух игр с пропускаемостью ERA 0,00 и тридцатью двумя страйкаутами, руководство «Уайт Сокс» перевело его в команду лиги Среднего запада из Клинтона в Айове.
В лиге уровнем выше отбивающие намного увереннее действовали против питчера, почти всегда бросавшего фастболы. В Клинтоне Маклейн выиграл четыре матча при семи поражениях. Он продолжал самовольно покидать расположение команды, заплатив несколько сотен долларов штрафов за нарушение дисциплины. В том же году Денни начал встречаться с Шэрон, дочерью бывшего игрока Главной лиги бейсбола Лу Будро. В январе 1963 года состоялась их помолвка, а в следующее межсезонье свадьба.

#### Детройт Тайгерс
По действовавшим на тот момент правилам, игроки, проведшие сезон в младших лигах, но не переведённые в Главную лигу бейсбола, становились доступными для драфта. В «Уайт Сокс» предпочли защитить других питчеров и Маклейн был выбран «Детройтом». Через фарм-систему «Тайгерс» он прошёл менее чем за год. Восемнадцать игр Денни провёл в Северной лиге за «Дулут-Супириор Дьюкс», одиннадцать за «Теннесси Смоукиз». 21 сентября 1963 года Маклейн дебютировал в Главной лиге бейсбола. «Тайгерс» одержали победу над «Уайт Сокс» со счётом 4:3, Денни провёл полную игру, пропустил семь хитов и выбил хоум-ран.
Сезон 1964 года он начал в AAA-лиге в Сиракьюз Чифс, проведя за команду восемь игр с пропускаемостью 1,53. В начале июня Денни вернулся в основной состав «Детройта», заняв место в стартовой ротации питчеров. Зимой 1964/65 годов Маклейн играл в Пуэрто-риканской лиге за «Индиос де Маягуэс». В своём первом полном сезоне в МЛБ в 1965 году он одержал шестнадцать побед с ERA 2,61, всё так же используя один тип подачи — фастбол. Такой стиль игры поддерживал главный тренер «Тайгерс» Чарли Дрессен. 15 июня 1965 года Денни установил рекорд лиги, сделав семь страйкаутов подряд.
В первой части сезона 1966 года Маклейн одержал тринадцать побед и впервые в карьере получил приглашение на Матч всех звёзд МЛБ. В качестве стартового питчера команды Американской лиги он отыграл три иннинга, не пропустив на базу ни одного отбивающего соперников. После перерыва в чемпионате Денни играл хуже, но завершил сезон с двадцатью победами, ERA 3,92 и 192 страйкаутами.
Помимо успехов на поле, Маклейн зарабатывал и вне его. Он играл на органе в клубах Среднего Запада и заключил контракт с фирмой Hammond Organs на сумму 25 тысяч долларов. Денни также был большим любителем пепси-колы, выпивая в день порядка двадцати четырёх бутылок. Узнав об этой страсти, компания заключила с ним рекламный контракт, выплачивая 15 тысяч долларов в год и доставляя ему домой по 240 бутылок колы в неделю. 
В 1967 году «Детройт» был близок к победе в Американской лиге, но уступил первенство «Бостон Ред Сокс», отстав на одну победу. Маклейн провёл год неудачно. Последнюю для себя победу в чемпионате он одержал 29 августа, затем провёл ряд слабых игр и в середине сентября сообщил, что травмировал ногу. Он вернулся в состав на последнюю игру сезона, которую «Тайгерс» проиграли «Калифорнии». Партнёры по команде высказывали недовольство его игрой по ходу чемпионата. Сомнения у них вызвала и история полученной травмы: Денни рассказывал, что повредил ногу, когда резко вскочил с кресла, услышав енотов, лезущих в мусорный бак.
Талантливый состав «Дейтрота» добился успеха в сезоне 1968 года. Команда одержала 103 победы в регулярном чемпионате, намного опередив ставших вторыми «Балтимор Ориолс». Маклейн одержал тридцать одну победу, чего не добивался ни один питчер с 1934 года. В Мировой серии «Тайгерс» играли против «Сент-Луис Кардиналс». Денни потерпел два поражения от Боба Гибсона, но выиграл ключевой матч при счёте 2:3 в серии до четырёх побед. В решающей игре Микки Лолич принёс команде победу и чемпионский титул. По итогам года Маклейн получил Приз Сая Янга и был признан Самым ценным игроком Американской лиги. В межсезонье, когда он давал концерт в Лас-Вегасе, его спросили, что он думает о своём партнёре по команде Лоличе. Денни в ответ заявил, что не променял бы одного Боба Гибсона за двенадцать Лоличей.
Ещё один успешный сезон Маклейн провёл в 1969 году. Он одержал двадцать четыре победы и разделил Приз Сая Янга с Майком Куэльяром из «Балтимора». Он был одним из самых известных бейсболистов страны, его приглашали на телевидение, он регулярно выступал в Лас-Вегасе. Его доходы от рекламы существенно превышали зарплаты, существовавшие тогда в бейсболе. Всё это внезапно закончилось через год.

#### Падение
В феврале 1970 года журнал Sports Illustrated опубликовал статью под заголовком «Денни Маклейн и мафия, большой скандал в бейсболе» (англ. Denny McLain and the Mob, Baseball’s Big Scandal). Согласно этому материалу, в начале 1967 года Маклейн вложил деньги в букмекерские операции в Мичигане, а часть его партнёров была членами преступного сообщества. Некто Эдвард Вошен выиграл на скачках 46 тысяч долларов, но букмекер расплатиться не смог и предложил обратиться к своим партнёрам, одним из которых был Денни. После нескольких месяцев безуспешных попыток получить деньги, Вошен обратился за помощью к гангстеру Тони Джакалоне. Встреча Маклейна и Джакалоне состоялась в сентябре 1967 года, совпав по времени с моментом, когда Денни травмировал ногу. Журнал также сообщил, что Джакалоне поставил на победу «Ред Сокс» в том сезоне, а также на победу «Калифорнии» в игре против «Тайгерс», в которой участвовал Маклейн.
Денни отрицал большую часть этой истории, признав что вложил в букмекерский бизнес 15 тысяч долларов, но позднее забрал деньги обратно. Он также сказал, что никогда не встречался с Вошеном и Джакалоне, но одалживал деньги одному из знакомых, чтобы тот мог выплатить долг. Лига начала расследование этой истории, отстранив Маклейна от весенних сборов в 1970 году. В редакции Sports Illustrated признавали, что основную часть материала для статьи они получили от лиц, связанных с преступностью. В своих мемуарах в 2007 году Денни писал, что в тот период боялся за свою жизнь и это помешало ему играть на своём уровне. Крупной неприятностью для Денни стало банкротство. Его годовой доход составлял порядка 200 тысяч долларов, распоряжение которыми он доверил своему адвокату. Тот либо неграмотно управлял деньгами, либо украл их, а затем сбежал в Японию. 
Решение Лиги по итогам расследования скандала было опубликовано 1 апреля 1970 года. Комиссар лиги оставил в силе дисквалификацию игрока до 1 июля, но снял с него обвинения в том, что его игра повлияла на исход чемпионата 1967 года, и заявил что Денни стал жертвой мошеннической схемы. Такое решение вызвало недоумение у прессы и партнёров Маклейна по команде. Шортстоп «Детройта» Дик Маколифф сказал, что если Денни невиновен, то дисквалификации быть не должно, если же виновен, то этого слишком мало.
Маклейн вернулся на поле 1 июля, но ему пришлось бороться за место в составе команды. Он сильно нервничал, а в конце августа сорвался, облив двух журналистов ледяной водой, за что получил от клуба дисквалификацию на семь дней. Затем выяснилось, что в августе Денни пронёс на борт самолёта команды оружие. После этого лига отстранила его от игр до конца чемпионата.

#### Завершение карьеры
После окончания сезона «Детройт» обменял Маклейна в «Вашингтон Сенаторз». Ему было всего двадцать шесть лет и он оставался одним из лучших питчеров лиги, но время показало, что решение клуба было правильным. В Вашингтоне Денни конфликтовал с главным тренером Тедом Уильямсом и завершил сезон с десятью победами при двадцати двух поражениях. В 1972 году он играл за «Окленд Атлетикс» и «Атланту», нигде не сумев закрепиться в составе. Весной 1973 года «Брэйвз» отчислили его из клуба, после чего Маклейн играл за клубы младших лиг из Шривпорта и Де-Мойна. Летом он также пытался возобновить карьеру в полупрофессиональной команде из Лондона в Онтарио.
Денни завершил карьеру в возрасте двадцати девяти лет. Сам он говорил, что после 1970 года он не смог бросать свой фастбол с прежней скоростью и точностью. Со стороны же было заметно, как из-за пристрастия к газировке он набирал вес и не находил времени, чтобы поддерживать форму. 

### После бейсбола
Завершив выступления, Денни занялся бизнесом. Он инвестировал в телевизионный проект, открыл бар и несколько медицинских центров, написал книгу. В середине 1970-х годов Маклейн работал генеральным менеджером команды «Мемфис Блюз». В 1977 году он снова объявил о своём банкротстве. Несколько раз от него уходила жена, но каждый раз уговаривал её вернуться.
Переехав в Тампу Денни снова связался с букмекерами, терял деньги и ввязывался во всё более рискованные предприятия, участвовал в контрабанде. В 1984 году Министерство юстиции США предъявило Маклейну обвинения в рэкете, вымогательстве и контрабанде наркотиков. Суд признал его виновным и приговорил к двадцати трём годам тюремного заключения. Спустя тридцать месяцев апелляционный суд отменил приговор по процедурным основаниям и освободил его. Чтобы избежать повторного разбирательства Денни подписал соглашение о признании вины и назначении испытательного срока в пять лет.  
После освобождения он попытался вернуться к нормальной жизни. Денни работал в хоккейной команде, вёл своё шоу на радио и написал ещё одну книгу. В этот период он зарабатывал около 400 тысяч долларов в год. В 1993 году вместе со своим знакомым Маклейн купил фирму по упаковке мяса в Чесанинге, Мичиган. Через месяц со счетов организации исчезло три миллиона долларов. В 1995 году она была объявлена банкротом. Маклейн и его партнёр были обвинены в растрате, мошенничестве и отмывании денег. Следующие семь лет Денни провёл в тюрьме. 
Освободился Маклейн досрочно в 2003 году. Вернувшись в Детройт, он работал в магазине 7-Eleven. Денни снова женился на Шэрон, которая развелась с ним в 1998 году. У них было четверо детей: Кристен, Денни-младший, Тим и Мишель. Кристен погибла в автокатастрофе в 1992 году. Эта трагедия стала одной из причин последующего краха Маклейна. Когда Шэрон диагностировали болезнь Паркинсона, Денни сделал бариатрическую операцию, чтобы привести себя в форму и заботиться о жене.